# گروگان سرکش
گروگان سرکش (به انگلیسی: Rogue Hostage) یک فیلم اکشن و دلهره آور آمریکایی محصول سال ۲۰۲۱ به کارگردانی جون‌کیسی است.

## داستان
یک تفنگدار سابق نیروی دریایی به نام «کایل اسنودن» است که وقتی برای کاری به مرکز خدمات حفاظت از کودکان می‌رود، خود و گروهی از مشتریان بی‌گناه را در داخل فروشگاه ناپدریش، محبوس می‌یابد.

## بازیگران اصلی
- تایریس گیبسون[۲]
- جان مالکوویچ در نقش سام سافتی
- مایکل جای وایت
- کریستوفر باکوس[۳]
- هالی تیلور[۵]
- لونا لورن ولز

## تولید
فیلمبرداری در سپتامبر سال ۲۰۲۰ به پایان رسید.